# Bothriospermum imaii
Bothriospermum imaii är en strävbladig växtart som beskrevs av Takenoshin Nakai. Bothriospermum imaii ingår i släktet Bothriospermum och familjen strävbladiga växter. Inga underarter finns listade i Catalogue of Life.